# Platygaster erdosi
Platygaster erdosi is een vliesvleugelig insect uit de familie van de Platygastridae. De wetenschappelijke naam van de soort is voor het eerst geldig gepubliceerd in 1958 door Szelenyi.